# Saint-Mard, Seine-et-Marne
Saint-Mard är en kommun i departementet Seine-et-Marne i regionen Île-de-France i norra Frankrike. Kommunen ligger i kantonen Dammartin-en-Goële som tillhör arrondissementet Meaux. År 2022 hade Saint-Mard 3 853 invånare.

## Befolkningsutveckling
Antalet invånare i kommunen Saint-Mard
| Referens: INSEE |